# Ёлка (мероприятие)

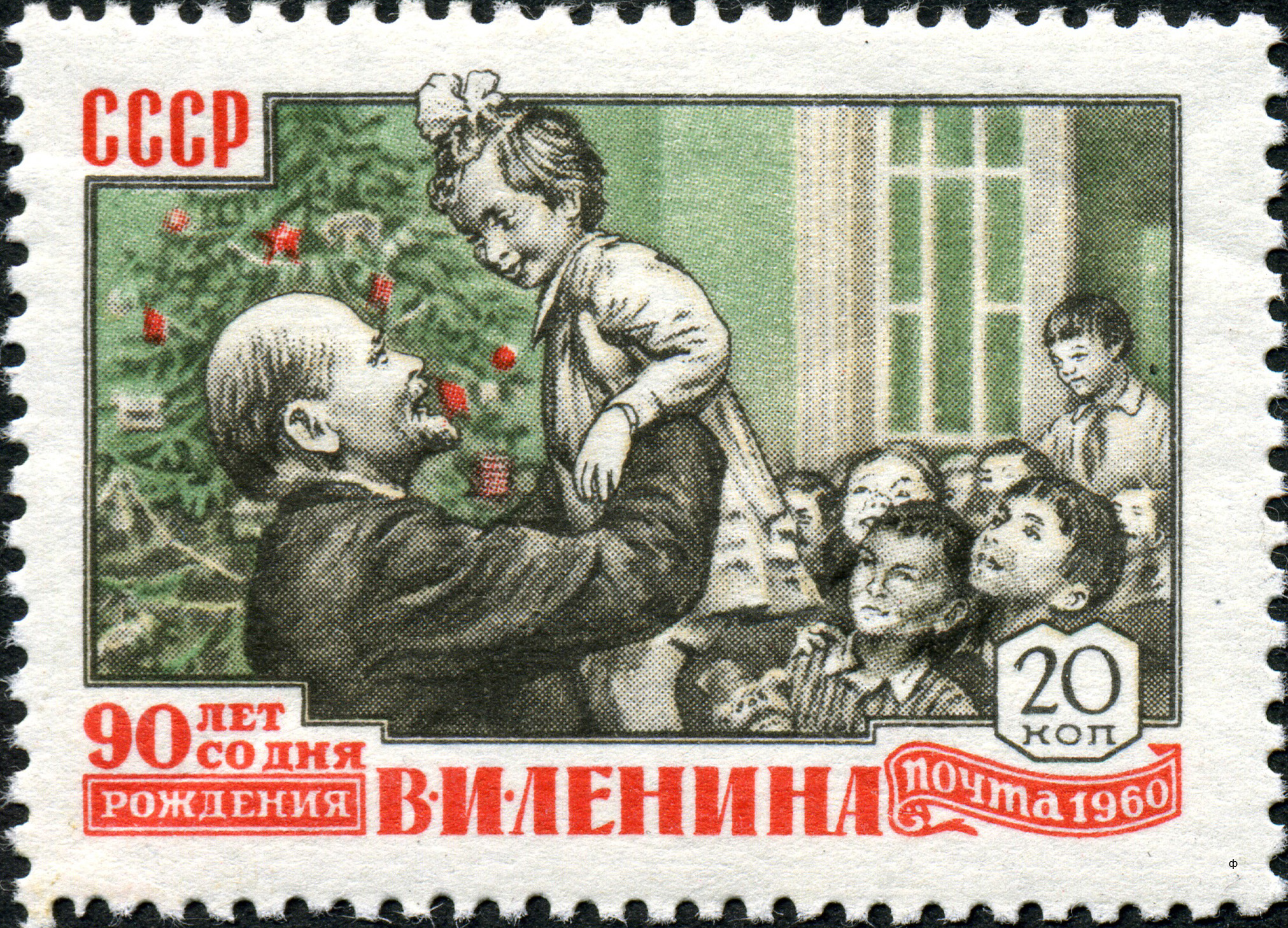
Почтовая марка СССР «В. И. Ленин на новогодней ёлке в Сокольниках», 1960 год, серия к 90-летию со дня рождения Ленина

Новогодняя ёлка — праздничное мероприятие для детей, проводимое в СССР, современной России и других постсоветских странах.
Праздники для детей с таким названием стали проводиться по инициативе кандидата в члены политбюро ЦК ВКП(б) П. П. Постышева с 1935 года вместо Рождественской ёлки (см. Новый год в СССР).

## Главная ёлка страны
Главной ёлкой в СССР была ёлка, проводимая с 1937 года в Колонном зале Дома Союзов, перенесённая в 1954 году в Кремль: сначала в Большой Кремлёвский дворец, а потом — в новый Кремлёвский дворец съездов. Билеты на эту ёлку распределялись среди отличников школ, а также среди детей номенклатуры. Представление с главной ёлки страны транслировались по Центральному телевидению.
Крупные ёлки также проходили при дворцах спорта: Лужники, Олимпийском, Крылья Советов и других. Небольшие ёлки были при домах культуры заводов и фабрик, при школах.
В советское время новогодние ёлки организовывали государство, партийные организации, профсоюзы, предприятия. В зависимости от достатка и влияния организаций, спонсирующих праздник, данное мероприятие имело различный масштаб и различную ценность праздничных наборов, получаемых по пригласительному билету.
В наши дни новогодняя ёлка организуется повсеместно как государственными, так и различными коммерческими структурами.

### Дед Мороз на Кремлёвской ёлке

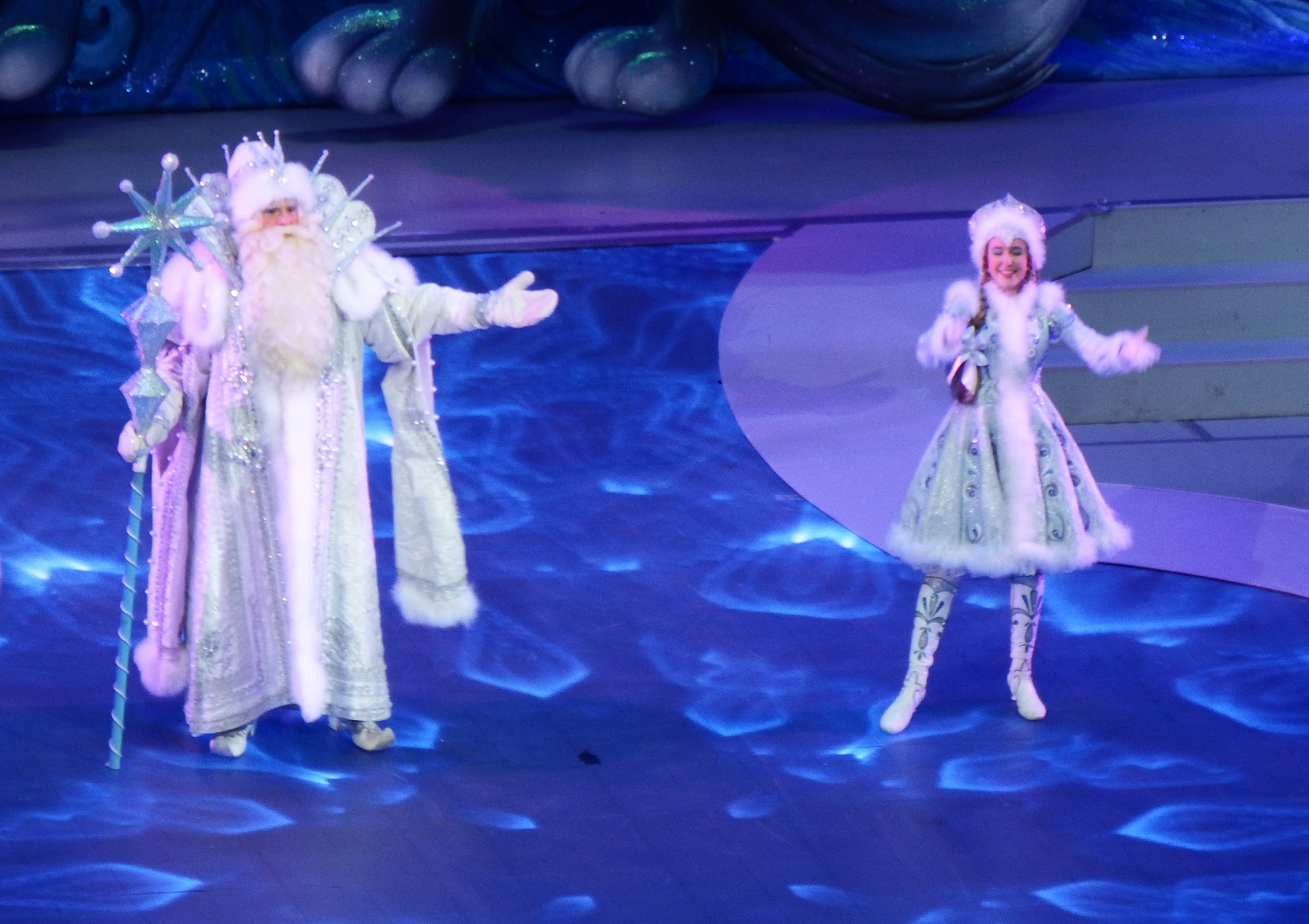
Дед Мороз и Снегурочка на Кремлёвской ёлке 2016/2017 годов

Первым Дедом Морозом СССР стал М. Н. Гаркави в 1937 году. С 1938 года главным новогодним волшебником стал С. И. Преображенский. В этой роли он проработал около 20 лет. С середины 60-х годов Дедом Морозом становится А. Л. Хвыля. Последним Дедом Морозом в Советском Союзе был Р. С. Филиппов (последний раз в 1992 году). Первым российским Дедом Морозом стал Д. Ю. Назаров.
Кто сейчас является Дедом Морозом на Кремлёвской ёлке — неизвестно. По неофициальным данным — это актёр С. М. Дужников, однако актёр отрицает это, так как по его собственному признанию его разоблачает даже его дочь.